# Gottfried II. (Gâtinais)
Gottfried II. Ferréol (franz.: Geoffroy Ferréol; † 30. April 1042/45) war ein Graf von Gâtinais im 11. Jahrhundert. Als Urgroßvater in direkter männlicher Linie des Grafen Gottfried Plantagenet von Anjou ist er einer der Stammväter des englischen Königshauses Plantagenet, selbst aber stammte er vermutlich aus dem Haus Châteaudun.
Gottfried Ferréol war ein Sohn des Hugo von Le Perche und der Beatrix von Mâcon, ein jüngerer Bruder hieß Liétald. Dieser genealogische Hintergrund ist einer Urkunde des Bischofs Franco von Paris aus dem Jahr 1028 zu entnehmen. Diese Quelle gibt über seine weiteren familiären Verhältnisse Auskunft. So war seine Mutter in erster Ehe mit dem Grafen Gottfried I. von Gâtinais verheiratet gewesen, deren gemeinsamer Sohn der Graf Aubry von Gâtinais war, dem Gottfried Ferréol als dessen Halbbruder nachfolgte. Sein Vater, Hugo von Le Perche (Hugonis Pertice), war vermutlich mit dem namensgleichen Sohn des Grafen Fulcois von Mortagne aus dem Hause Châteaudun identisch, der in einer Urkunde der Abtei Saint-Vincent von Le Mans aus dem Jahr 1061 genannt wird. Graf Aubry von Gâtinais starb zwischen den Jahren 1028 und 1030, worauf ihm Gottfried Ferréol nachfolgen konnte. Etwaige Amtshandlungen von ihm sind nicht bekannt.
Gottfried Ferréol war verheiratet mit Ermengarde von Anjou, einer Tochter des Grafen Fulko III. Nerra von Anjou. Über sie leiteten seine Söhne ihren Anspruch auf die bedeutende Grafschaft Anjou ab.
- Gottfried III. der Bärtige (1040–1097), Graf von Gâtinais (1042/45–1068) und Anjou (1060–1068)
- Fulko IV. der Zänker (1043–1109), Graf von Gâtinais (1068) und Anjou (1068–1109)

Eine mögliche Tochter, der in späteren Quellen der Name Hildegarde beigegeben wurde, war verheiratet mit Joscelin von Courtenay (Haus Courtenay).
Gestorben ist Gottfried Ferréol an einem 30. April, wie aus einer Schenkungsurkunde seines ältesten Sohnes hervorgeht. Das Sterbejahr Gottfrieds lässt sich nur vage eingrenzen, aber sein zweiter Sohn könnte im Jahr 1042/43 schon posthum geboren worden sein. Seine Witwe heiratete in zweiter Ehe um 1047 den Herzog Robert I. von Burgund.